# Ходимчук Олексій Остапович
Олексі́й Оста́пович Ходимчу́к (нар. 17 березня 1896, Кропивня (Іванківський район) — 4 січня 1938, Київ, Биківня) — український актор, режисер, театральний діяч. Учень Леся Курбаса, актор театру «Березіль», викладач акторської майстерності за системою Леся Курбаса.

## Життєпис
Олекса Ходимчук народився 17 березня 1896 року в с. Кропивня Розважівського (нині Іванківського) району на Київщині в заможній селянській родині.
Після отримання початкової освіти навчався в Музично-драматичному інституті ім. М. Лисенка, який закінчив на початку 1920-х років.
Декан українського факультету цього інституту легендарний Лесь Курбас запросив обдарованого випускника на роботу до щойно створеної 1-ї театральної майстерні МО «Березіль». Лесь Курбас довіряв йому ролі в кожній виставі («Рур», «Газ» Г. Кайзера, «Протигаз» С. Третякова та інші).
1924—1925 — працював в Одеському пересувному першому українському робітничо-селянському театрі.
1926 разом із театром «Березіль» Ходимчук переїхав до Харкова. Грав також у виставах Державного народного театру. Паралельно він працював режисером у Роменському пересувному театрі імені Ганни Затиркевич-Карпинської.
Два роки працював у Харківському червонозаводському театрі, згодом обіймав посаду чергового режисера Донбаської держдрами.
Деякий час працював у Київському обласному управлінні у справах мистецтва.
В 1920-х одружився з актрисою «Березоля» Наталею Пилипенко. У жовтні 1925 в Ромнах у них народилась донька Діамара, відома в майбутньому письменниця і актриса.
У середині 1930-х очолив робітничо-колгоспний театр Вінницької області. Ставив українську класику: «Мартин Боруля», «Сто тисяч» І. Карпенка-Карого, «Маруся Богуславка», «Маруся Чурай» М. Старицького тощо. Викладав молодим акторам акторську майстерність за системою Леся Курбаса, читав лекції з історії українського театру. Вів аматорський гурток при Вінницькому клубі залізничників.
У жовтні 1937 року разом з театром поїхав на гастролі до Тульчина, де його чекала трагічна подія — 9 листопада 1937 його схопили енкаведисти і перевезли до київської в'язниці. Під тортурами вибили «зізнання» в участі в націоналістичному підпіллі.
28 грудня 1937 його справу № 4785 розглядала трійка при Київському Облуправлінні НКВС УРСР. У витягу з протоколу № 135 її засідання зафіксоване обвинувачення в тому, що Олекса Ходимчук був активним учасником націоналістичної організації, до якої був залучений письменником Я. Савченком.
За постановою трійки та на підставі статей 54-10, 54-11 КК УРСР був засуджений до розстрілу.
4 січня 1938 року вирок був виконаний. Тіло було перевезене до Биківні.
Ім'я Олексія Ходимчука було реабілітоване 17 квітня 1989 року. А 18 травня 2008 року в Биківнянському лісі на сосні, пов'язаній рушником, було установлено металеву табличку з іменем та датами народження і загибелі Олексія Остаповича. Це було зроблено з ініціативи письменниці Олени Василівни Леонтович, «коштом та на душевну втіху» доньки Олексія Остаповича Діамари Ходимчук.

## Ролі
- Старшина («Гайдамаки» за Т. Шевченком)
- Дмитро («Озолотились» Улагай-Красовського та Дубовського)
- Фактор («Фея гіркого мигдалю» І. Кочерги)
- Купець («Сорочинський ярмарок» М. Гоголя)

## Пам'ять
У 2021 його доля представлена на фотодокументальній виставці про репресованих театральних діячів «Імена, викреслені з афіш», що експонується при вході на територію Національного історико-меморіального заповідника «Биківнянські могили».